# 東區走廊
東區走廊（英語：Island Eastern Corridor，簡稱東廊）是香港4號幹線的起始路段，沿香港島銅鑼灣至杏花邨海岸興建，並繞過柴灣公園西面，連接銅鑼灣及柴灣。全線為2至4線雙程分隔公路，主要為高架道路道路。而永泰道以北至維園道一段屬快速公路路段（佔約7.9公里，其中約1公里不屬於4號幹線的範圍），是目前香港島唯一的法定快速公路，雖然是快速公路，但是車速限制為70公里每小時，比同屬於4號幹線， 但不屬於快速公路路段的干諾道西天橋、林士街天橋及中環及灣仔繞道（80公里每小時）嚴格。東區走廊全長8.6公里，其中從柴灣道迴旋處至中環灣仔繞道合共7.56公里的路段屬於4號幹線的範圍。

## 歷史

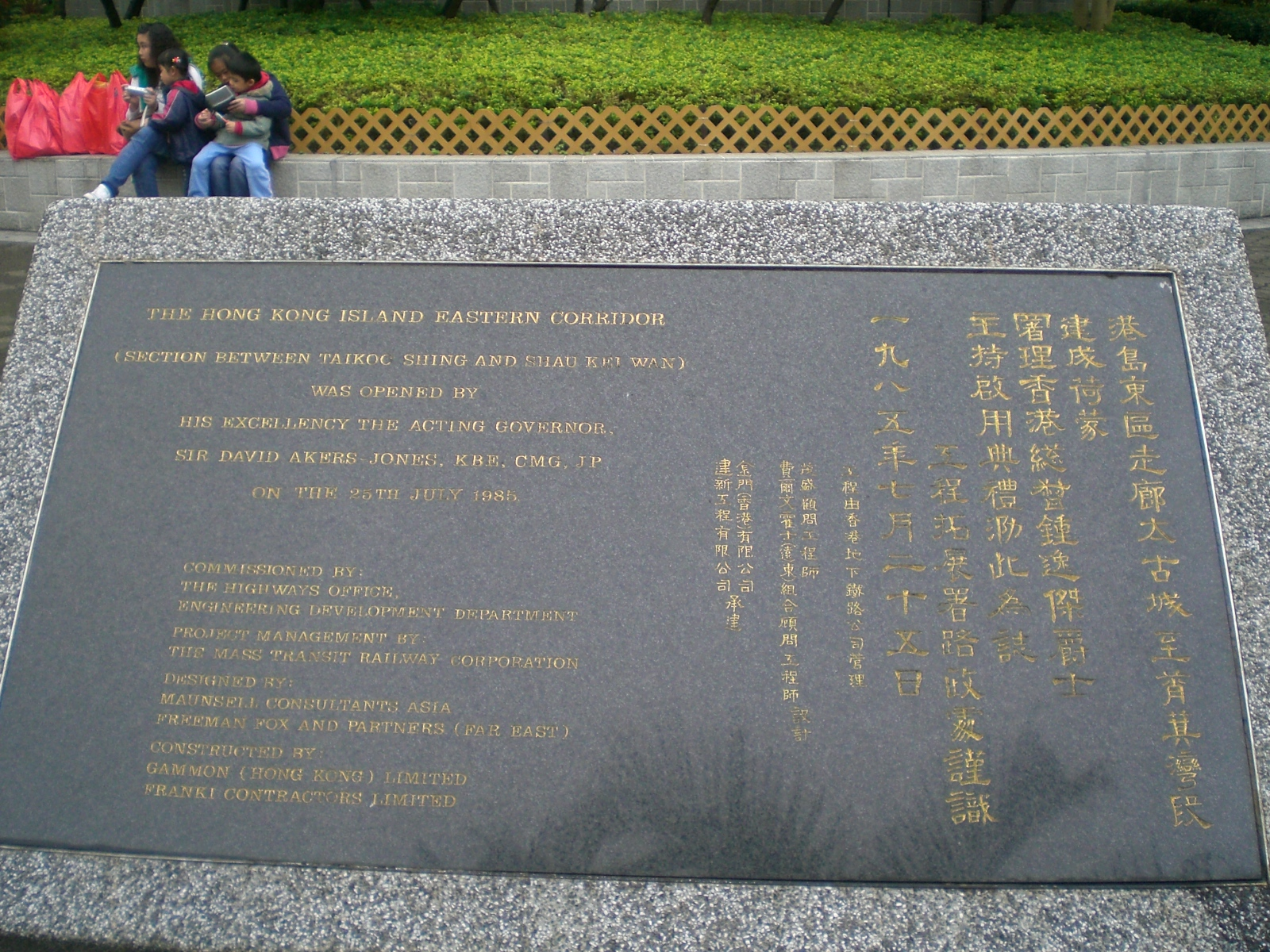
東區走廊之一段建成的開幕石銘

東區走廊主要是取代車流飽和的英皇道、筲箕灣道及柴灣道，成為連接東區及香港島中心地帶的主要通道。這條公路於1968年倡議興建，1976年展開詳細設計工作，在1978年至1981年期間開始填海和進行相關工程，並分四階段於1981年4月、1982年5月及1987年4月動工。首期銅鑼灣至太古城段全長3.7公里，於1984年6月7日由時任香港總督尤德主持開幕儀式，6月8日下午2時半通車；二期太古城至筲箕灣段於1985年7月26日通車；筲箕灣至柴灣的柴灣段於1989年10月12日全線通車。
因應中環及灣仔繞道通車，自2019年起4號幹線改道中環及灣仔繞道，東區走廊由中環及灣仔繞道以西路段自此不屬4號幹線。

### 改善工程
2000年5月政府在鰂魚涌及太古城一段東區走廊進行改善工程，舒緩往來東區海底隧道的交通。工程包括在海旁加建一條兩線高架橋作為往柴灣的東行線，原本的三線東行則改為兩線通往東區海底隧道，讓出一線改為西行。太古城交匯處亦加建多條行車線，令鰂魚涌至西灣河一段東區走廊成為四線雙程。工程於2003年7月完成。此外，路政署及運輸署打算於中環及灣仔繞道北角段隧道及東區走廊連接路之間的東區走廊城市花園段（東行及西行路段）興建花槽、專用維修通道及內護欄，惟美化工程因將使行車線數量減少而引起爭議，最後在2020年取消由城巿花園至維多利中心之東廊雙向路段興建花槽、專用維修通道及護欄之計劃，事件終於落幕。

## 路線

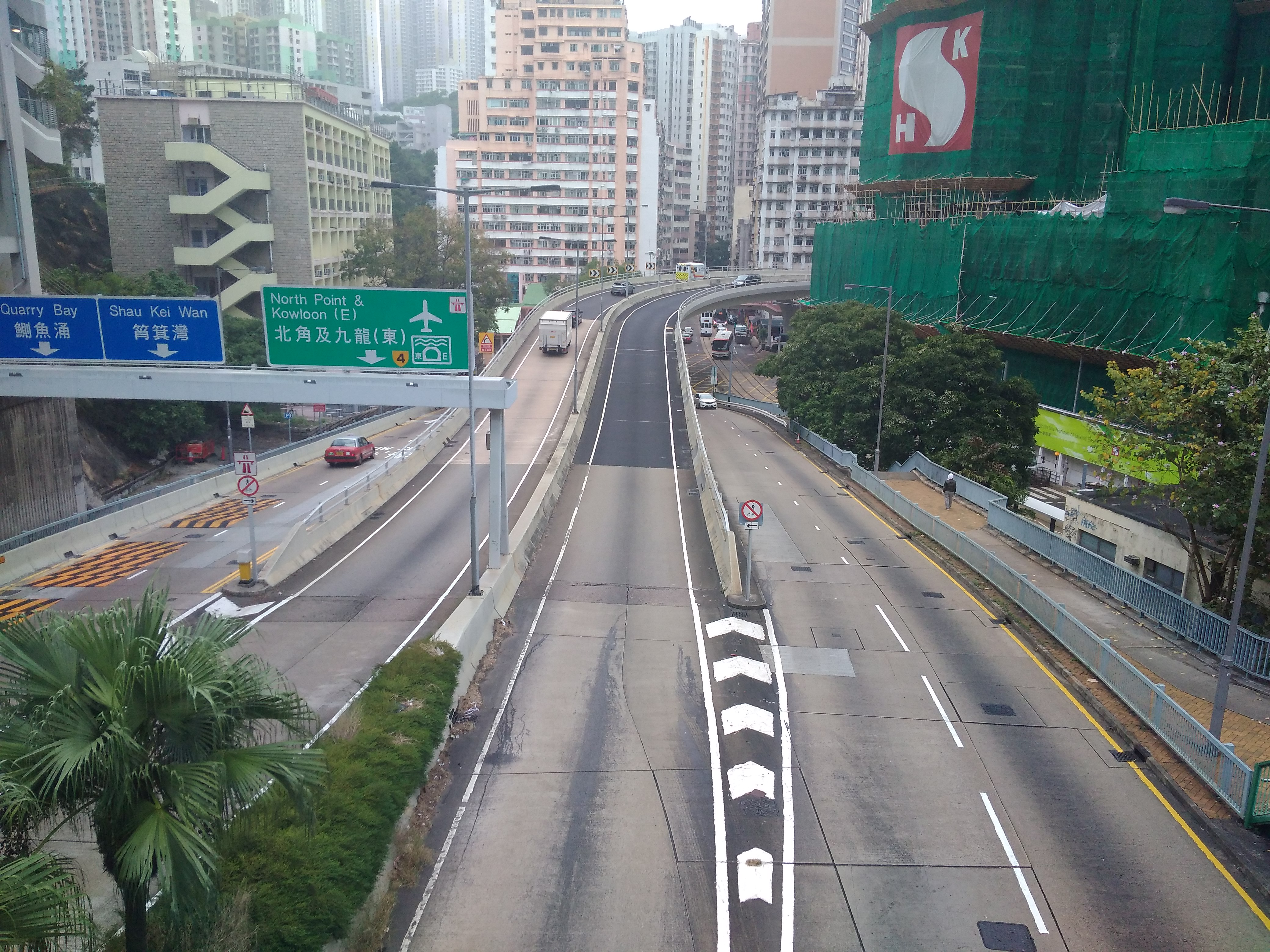
東區走廊柴灣道入口

東區走廊全長8.6公里，由香港海底隧道以東的銅鑼灣維園道開始，經過約1公里與中環及灣仔繞道連接後，便以2.1公里長的架空道路跨過銅鑼灣避風塘東南角一隅，經過炮台山及北角沿岸外圍，到達鰂魚涌東港中心後落回地面，到達太古城交流道與2號幹線起點／終點的東區海底隧道連接，與太古城及康山交匯。從鯉景灣及太古灣道上斜路段之間開始，接著的3.5公里路段再為架空道路，穿越愛秩序灣和筲箕灣之間，並在柴灣道架設匝道直達大潭、石澳、鯉魚門公園及渡假村及赤柱。東區走廊繼續經阿公岩至香港海防博物館:14，然後再度回落地面到達柴灣，在香港專業教育學院柴灣分校設有支路連接永泰道通往杏花邨、柴灣工業區及小西灣。直到港鐵柴灣站旁的柴灣道迴旋處，以交匯柴灣道及環翠道結束:14-15。現時紅色小巴只能行走介乎東區海底隧道至柴灣道連接路的一段東區走廊。

## 出口
| 東區走廊                                                | 東區走廊                      | 東區走廊                        |
| 西行                                                    | 出口編號                      | 東行                            |
| 連接柴灣道迴旋處，4號幹線起點                           | 連接柴灣道迴旋處，4號幹線起點 | 連接柴灣道迴旋處，4號幹線起點   |
| 東區走廊起點                                            |                               | 東區走廊終點                    |
| ------------------------------------------------------- | ----------------------------- | ------------------------------- |
| 柴灣站 利眾街                                           | 1A                            | 不適用                          |
| 東區醫院                                                | 2                             | 杏花邨、小西灣 永泰道           |
| 愛秩序灣、阿公岩 東喜道                                 | 2A                            | 不適用                          |
| 筲箕灣 東喜道                                           | 2B                            | 不適用                          |
| 不適用                                                  | 3A                            | 石澳、赤柱 柴灣道               |
| 不適用                                                  | 3B                            | 筲箕灣、愛秩序灣 南安街、南安里 |
| 不適用                                                  | 3C                            | 康山 康安街                     |
| 不適用                                                  | 3C                            | 西灣河、太古城 太康街、愛信道   |
| 太古城 太古灣道                                         | 4                             | 太古城 太古灣道                 |
| 九龍（東） 東區海底隧道                                 | 5                             | 九龍（東） 東區海底隧道         |
| 北角 民康街                                             | 6                             | 鰂魚涌 渣華道                   |
| 不適用                                                  | 6A                            | 北角 糖水道                     |
| 銅鑼灣、跑馬地、灣仔、九龍（中） 東區走廊（非幹線路段） | 6B                            | 不適用                          |
| 連接中環及灣仔繞道                                      |                               |                                 |
| 銅鑼灣 興發街                                           | 不適用                        | 不適用                          |
| 東區走廊終點                                            |                               | 東區走廊起點                    |
| 連接維園道                                              |                               |                                 |

## 批評
東區走廊常被批評為佔用海旁空間，使市民無法親近海濱。部分路段相當靠近民居，居民亦受交通噪音所影響。有人希望當局在該些路段增設隔音屏障，有人亦曾提議把屈臣道至電照街一段改以隧道代替，及後改為把中環灣仔繞道連接到上環以減中區及銅鑼灣交通擠壓，惟因工程相當複雜，故建議從未被考慮。

## 東岸板道
2009年5月，規劃署展開《港島東海岸研究》。2012年3月21日，顧問在該研究報告中建議於東區走廊灣仔至鰂魚涌路段下方興建長兩公里、闊3.5至8米的行人板道，由灣仔即將興建的海濱公園伸延至海裕街，沿途設4個出入口，並設有單車徑。
2012年10月，土木工程拓展署完成東區走廊下興建行人板道及單車徑的可行性研究，確認東區走廊的橋躉承托力足以負荷加建的行人板道及其他設施，但是必須將行人板道提升高度4米至主水平基準9米或者13米，以方便警輪及滅火輪等船隻通過。然而由於行人板道臨近糖水道一段的東區走廊高度不足，板道必須伸延出海面，可能受到《保護海港條例》限制，有關香港政府部門正在研究是否有所牴觸。
2019年，土木工程拓展署向區議會提交文件，擬議板道分為東、西兩段，預計2025年啟用。2020年該署提出使用開合橋的新方案，令行人板道可以維持於東區走廊橋下，同時讓船隻通過。板道全長約2公里，闊約10米，同時按不同用途劃分8個區域作為活動空間。
2021年09月17日，立法會財務委員會工務小組通過撥款約16億8,200億元興建有關項目。2023年3月10日，行人板道社區聯絡中心舉行開幕禮。
2025年1月26日，東岸板道西段落成啟用。

## 圖集

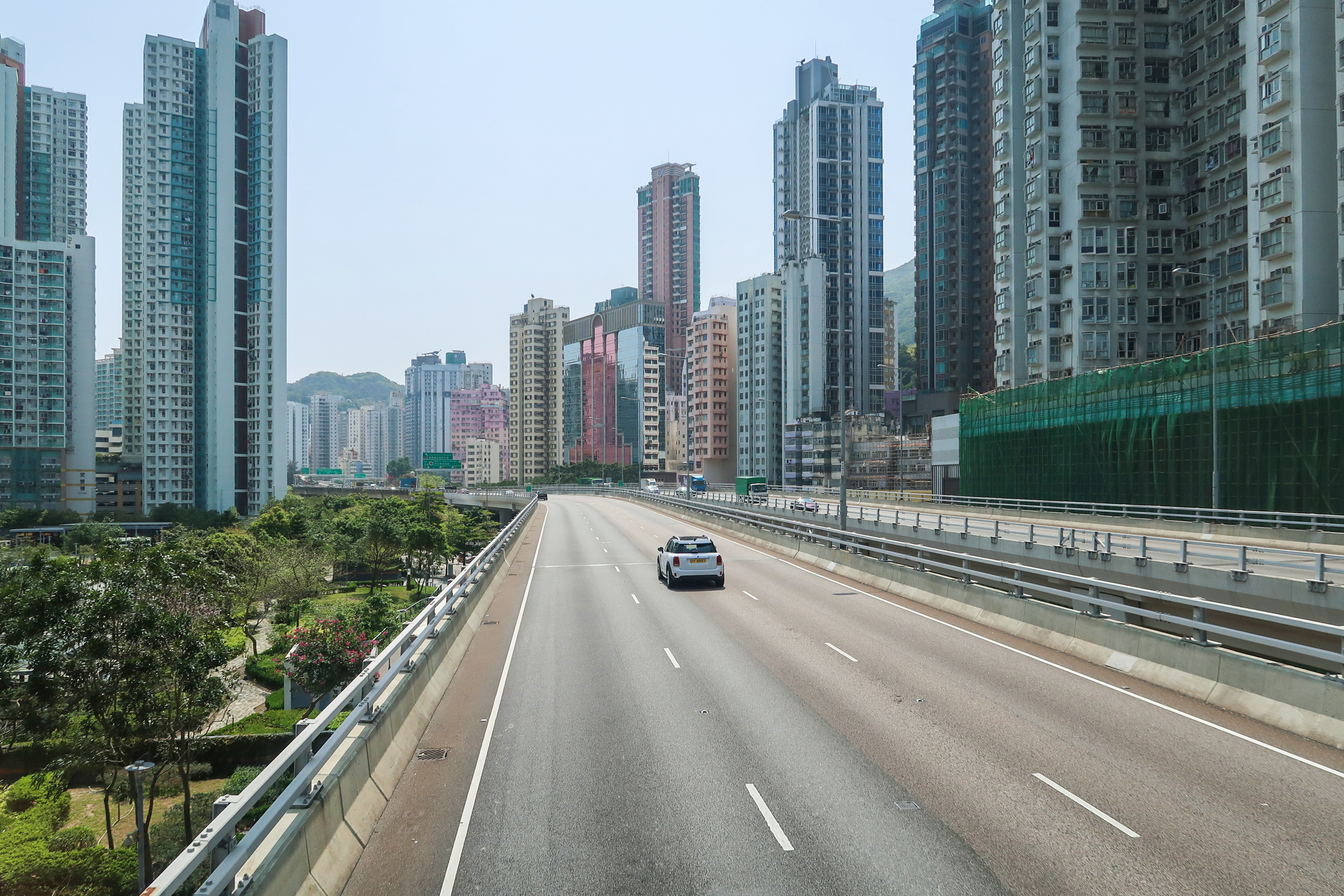
東區走廊西灣河段
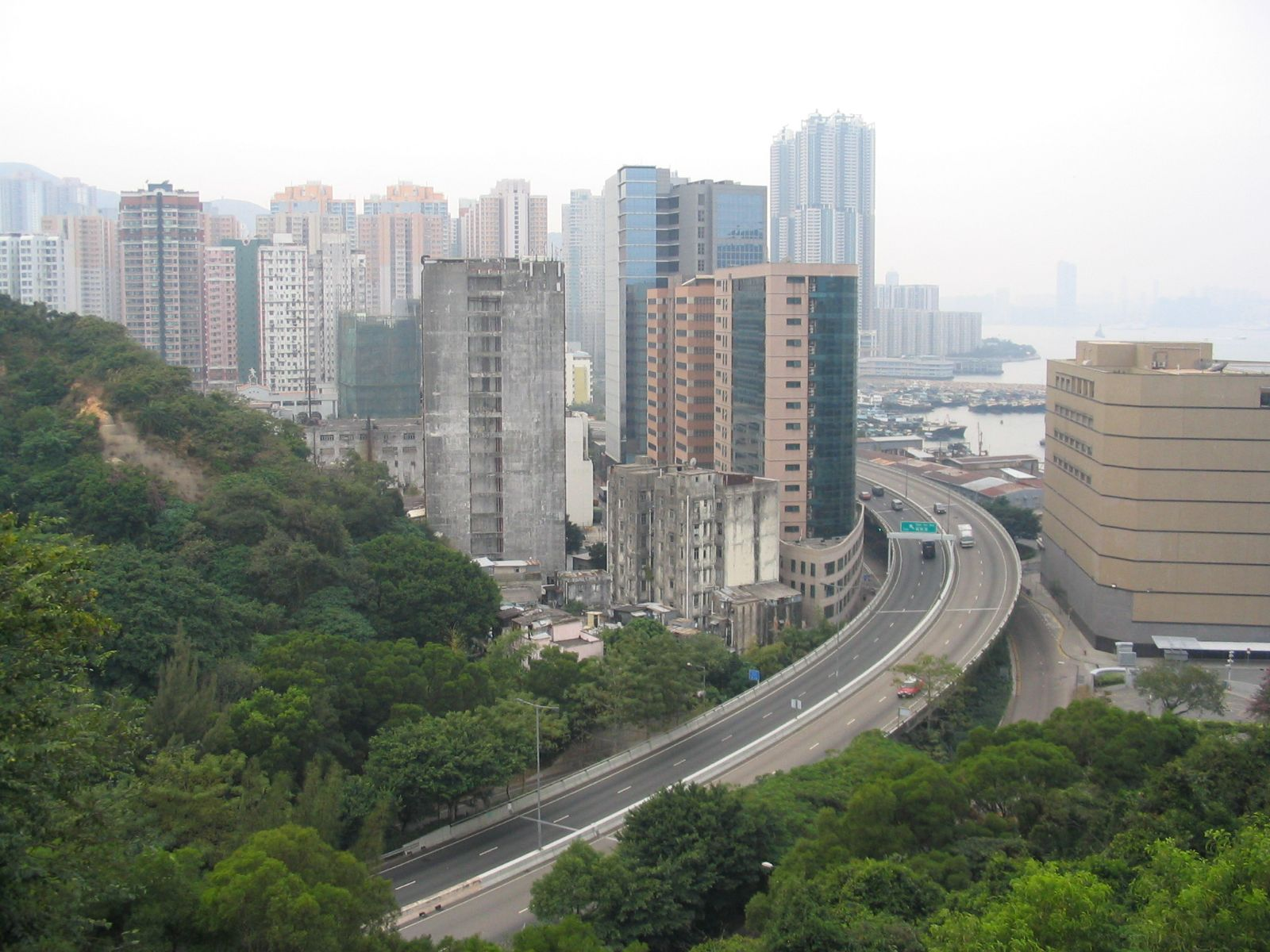
東區走廊近阿公岩一帶
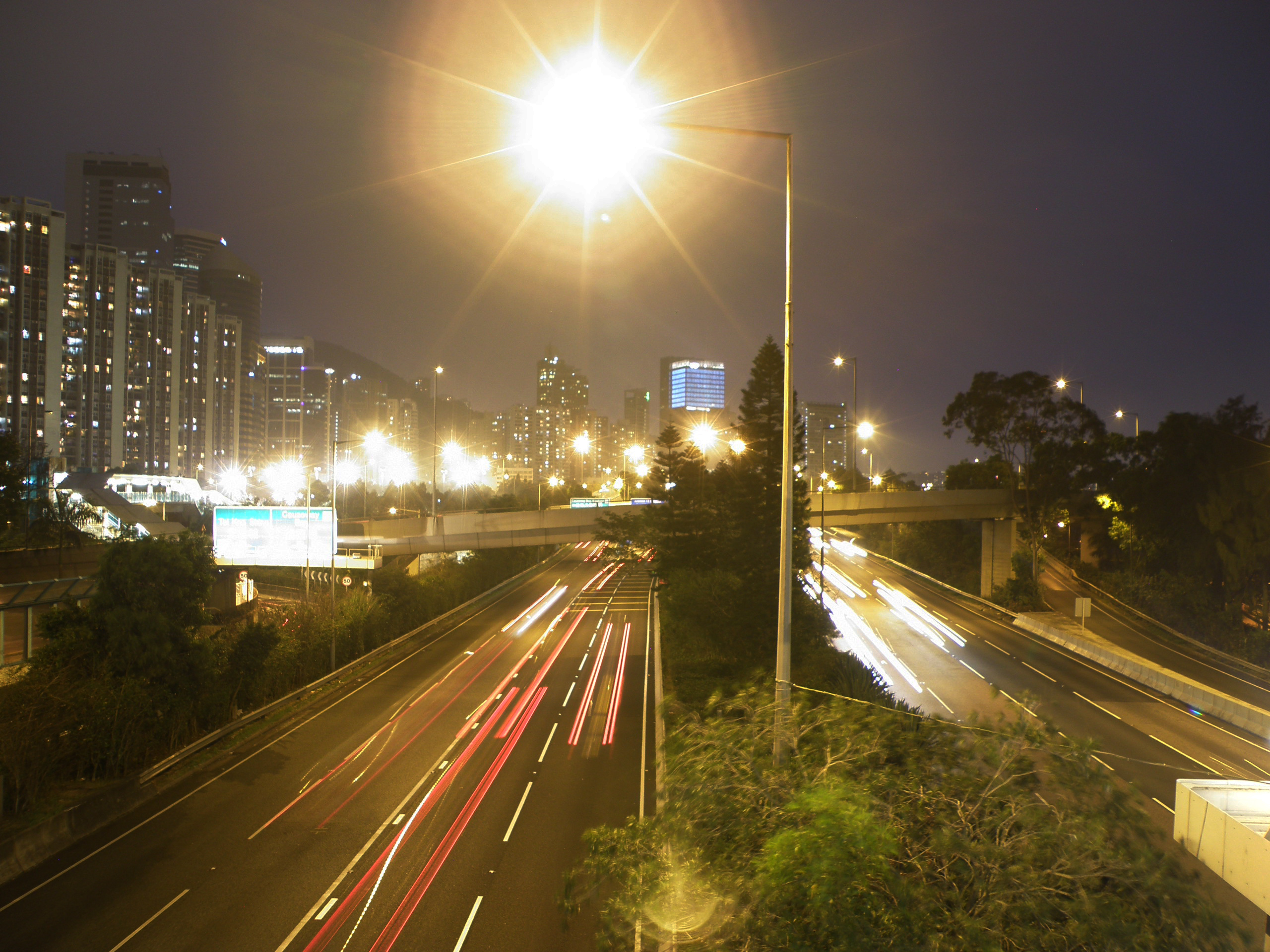
東區走廊近太古城一段夜景

## 外部連結
- 香港巴士大典上的相关条目：東區走廊
- 香港道路大典上的相关条目：東區走廊
- 東區走廊下之行人板道 （页面存档备份，存于）

| 先前 東向盡頭 | 香港4號幹線 東區走廊 | 其後 中環及灣仔繞道 |

| 论 编                                                 | 香港4號幹線 |  |
|                                                       |             |  |
| 東區走廊 – 中環及灣仔繞道 – 林士街天橋 – 干諾道西天橋 |             |  |
|                                                       |             |  |